# Keep Your Cool
 (novembre 2019).
Si vous disposez d'ouvrages ou d'articles de référence ou si vous connaissez des sites web de qualité traitant du thème abordé ici, merci de compléter l'article en donnant les références utiles à sa vérifiabilité et en les liant à la section « Notes et références ».
Keep Your Cool est le troisième album solo du desert rocker Brant Bjork. Cet album, contrairement aux autres est très influencé par la Soul, le Funk, ce qui lui confère un tout autre aspect, pas moins meilleur[réf. nécessaire].

## Liste des pistes
1. "Hey, Monkey Boy" - 2:07
2. "Johnny Called" - 4:03
3. "Rock-N-Rol'e" - 4:25
4. "I Miss My Chick" - 4:08
5. "Keep Your Cool" - 2:47
6. "Gonna Make the Scene" - 5:00
7. "Searchin'" - 3:56
8. "My Soul" - 6:48

## Crédits
- Produit par: Brant Bjork & Dave Raphael
- Enregistré par: Dave Raphael @ Glide on Fade
- All Songs/Music written and performed by Brant Bjork
- Management: Denise DeVitto
- Photo arrière: Denise DeVitto
- Pochette: Bunker/Bjork pour DUNArt Layout